# Кенија на Светском првенству у атлетици у дворани 2012.
Кенија је на Светском првенству у атлетици у дворани 2012. одржаном у Истанбулу од 9. до 11. марта учествовала четрнаести пут, односно, учествовала је на свим првенствима до данас. Репрезентацију Кеније представљала су девет такмичара (6 мушкарца и 3 жене), који су се такмичили у 5 дисциплина (3 мушке и 2 женске).
На овом првенству Кенија је по броју освојених медаља заузела 4. место са четири освојене медаље (две златне и по једна сребрна и бронзана). У табели успешности према броју и пласману такмичара који су учествовали у финалним такмичењима (првих 8 такмичара) Кенија је са 6 учесника у финалу заузела 5. место са 37 бодова. Поред тога остварен је један светски резултат сезоне, оборен је један национални рекорд и један лични рекорд.
| Плас. | Земља  | 1. место | 2. место | 3. место | 4. место | 5. место | 6. место | 7. место | 8. место | Бр. финал. | Бод. |
| ----- | ------ | -------- | -------- | -------- | -------- | -------- | -------- | -------- | -------- | ---------- | ---- |
| 5.    | Кенија | 2        | 1        | 1        | 1        | 0        | 1        | 0        | 0        | 6          | 37   |

## Учесници
| Мушкарци: - Боаз Киплагат Лалонг — 800 м - Тимоти Китум — 800 м - Силас Киплагат — 1.500 м - Бетвел Бирген — 1.500 м - Едвин Черијот Сои — 3.000 м - Огастин Кипроно Чоге — 3.000 м | Жене: - Памела Џелимо — 800 м - Хелен Онсандо Обири — 3.000 м - Sylvia Jebiwott Kibet — 3.000 м |  |

## Освајачи медаља (4)

### Злато (2)
- Памела Џелимо — 800 м
- Хелен Онсандо Обири — 3.000 м

### Сребро (1)
- Огустин Кипроно Чоге — 3.000 м

### Бронза (1)
- Едвин Черијот Сои — 3.000 м

## Резултати

### Мушкарци
| Атлетичар            | Дисциплина | Лични рекорд | Квалификације | Квалификације | Полуфинале           | Полуфинале | Финале                | Финале  | Детаљи |
| Атлетичар            | Дисциплина | Лични рекорд | Резултат      | Место         | Резултат             | Место      | Резултат              | Место   | Детаљи |
| -------------------- | ---------- | ------------ | ------------- | ------------- | -------------------- | ---------- | --------------------- | ------- | ------ |
| Боаз Киплагат Лалонг | 800 м      | 1:45,15      | 1:49,50 КВ    | 1. у гр. 6    | 1:49,31              | 3. у гр. 2 | Нису се квалификовали | 12 / 32 |        |
| Тимоти Китум         | 800 м      | 1:45,96      | 1:49,57 КВ    | 1. у гр. 2    | 1:48,22              | 3. у гр. 1 | Нису се квалификовали | 7 / 32  |        |
| Силас Киплагат       | 1.500 м    | 3:35,26      | 3:39,59 кв    | 5. у гр. 2    |                      |            | 3:47,42               | 6 / 23  |        |
| Бетвел Бирген        | 1.500 м    | 3:34,65      | 3:42,72       | 4. у гр. 1    | Није се квалификовао | 10 / 32    |                       |         |        |
| Едвин Черијот Сои    | 3.000 м    | 7:29,94      | 7:49,49 КВ    | 1. у гр. 1    | 7:41,78              |            |                       |         |        |
| Огастин Кипроно Чоге | 3.000 м    | 7:28,00      | 7:57,49 КВ    | 1. у гр. 2    | 7:41,77              |            |                       |         |        |

### Жене
| Атлетичарка           | Дисциплина | Лични рекорд | Квалификације | Квалификације | Финале          | Финале | Детаљи |
| Атлетичарка           | Дисциплина | Лични рекорд | Резултат      | Место         | Резултат        | Место  | Детаљи |
| --------------------- | ---------- | ------------ | ------------- | ------------- | --------------- | ------ | ------ |
| Памела Џелимо         | 800 м      | 1:59,10 НР   | 2:00,32 кв    | 1. у гр. 1    | 1:58,83 СРС, НР |        |        |
| Хелен Онсандо Обири   | 3.000 м    | 8:35,35      | 9:01,36 КВ    | 2. у гр. 2    | 8:37,16         |        |        |
| Sylvia Jebiwott Kibet | 3.000 м    |              | 9:11,91 КВ    | 2. у гр. 1    | 8:40,50 ЛР      | 4 / 21 |        |